# Szalagos félböde
A szalagos félböde (Rhyzobius chrysomeloides) a katicabogárfélék családjába tartozó, Eurázsiában és Észak-Afrikában honos, levéltetvekkel táplálkozó bogárfaj.

## Megjelenése
A szalagos félböde testhossza 2,5-3,5 mm. Testalkata megnyúlt, ovális. Felszíne finoman szőrözött. Színe halványbarna, szárnyfedőjén sötét rajzolattal. Szemei nagyok, viszonylag hosszú csápjai végén keskeny bunkó található. Az előhát rézsútos és az alsó végénél a legszélesebb, felszíne finoman pontozott. A szárnyfedők tojásdadok, válluk lekerekítetten szögletes, felszínük az előháténál durvábban pontozott. A szárnyfedők rajzolata változatos lehet, de leggyakrabban a vállaktól indul ferdén befelé egy-egy halvány sáv, amely aztán a szárnyfedők közötti varratot követi befelé; ezt oldalról sötétebb vonalak hálózata kíséri. Előfordulnak sötétebb és világosabb színváltozatok is.
Lárvája halványszürke vagy barnásszürke, feje és lábai sötétek, torán ás potrohán négy hosszanti, sötét foltsor található. 

### Hasonló fajok
A félholdas félböde hasonló méretű és színű, de rajzolata eltérő, kevésbé megnyúlt és háta domborúbb.

## Elterjedése
Európában, Észak-Afrikában és Kis-Ázsiában honos, Portugáliától Ukrajnáig. Északon Dél-Svédországig hatol. Angliában 1996-ban jelent meg és gyorsan elszaporodott az ország déli részén. Európa-szerte elterjedt, helyenként gyakori faj. 

## Életmódja
Fás élőhelyeken, fenyő- és lombos erdőkben, bozótosokban, kertekben, parkokban fordul elő. Az imágókkal egész évben lehet találkozni. Többnyire a lombkoronában tartózkodnak. Az avarban vagy a fakéreg repedéseiben telelnek át. 
Évente egy generációja nő fel. Tavasszal és kora nyáron párzanak. Mind a kifejlett bogár, mind a lárva ragadozó, levéltetvekkel táplálkoznak. A kifejlett lárva fakérgen, levelek alatt bábozódik be. 

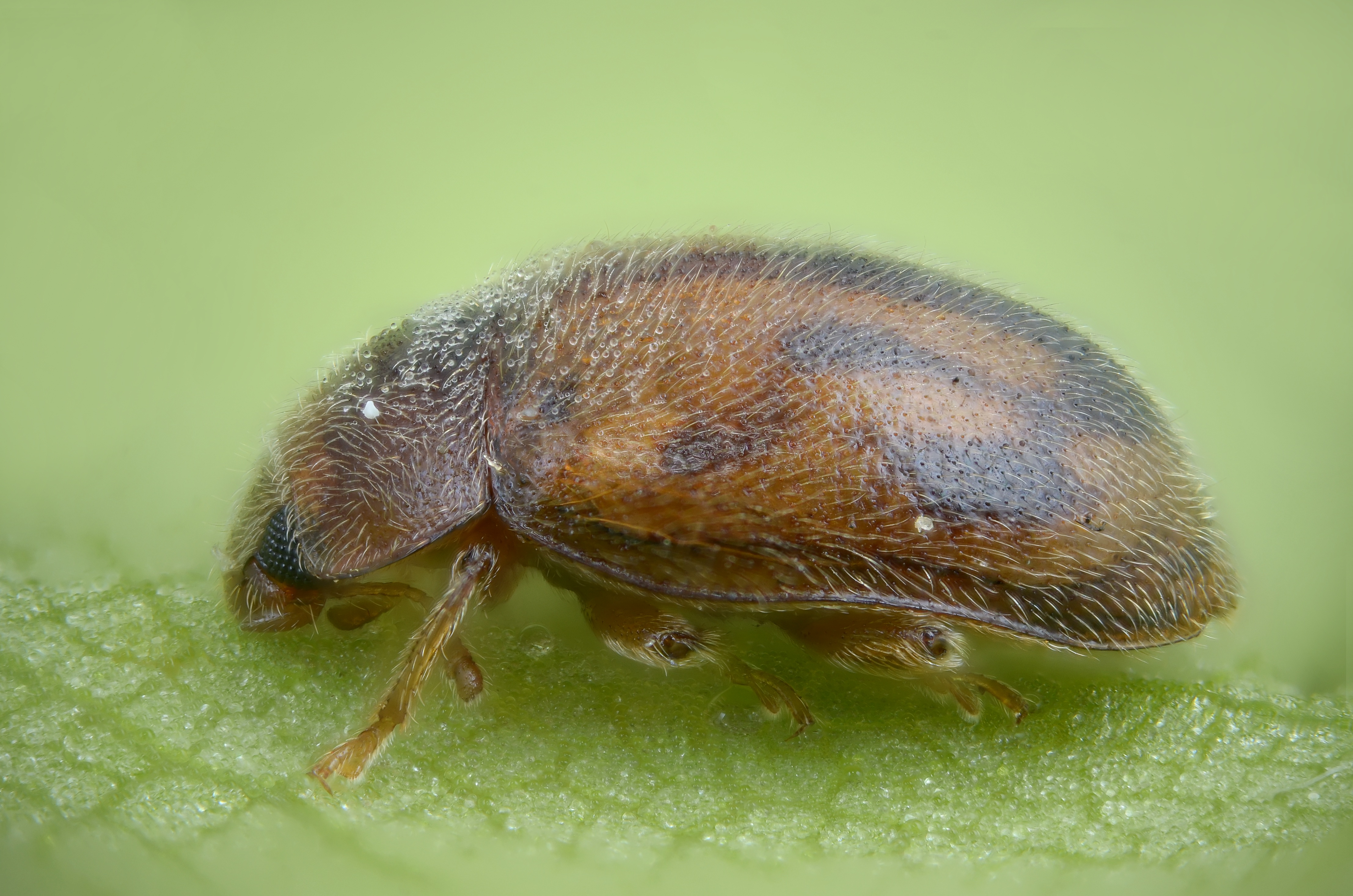
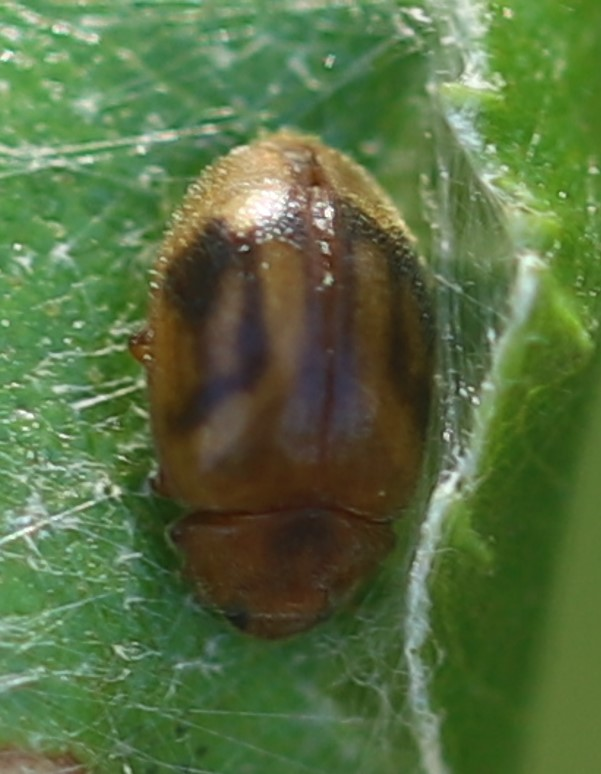
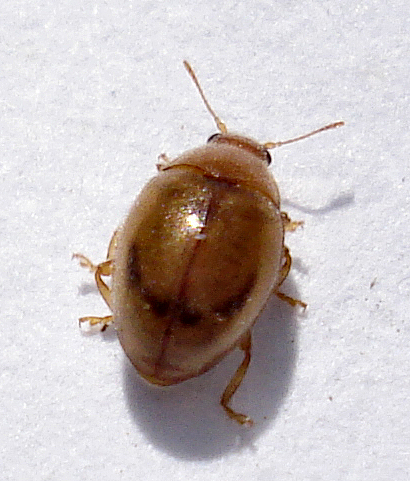
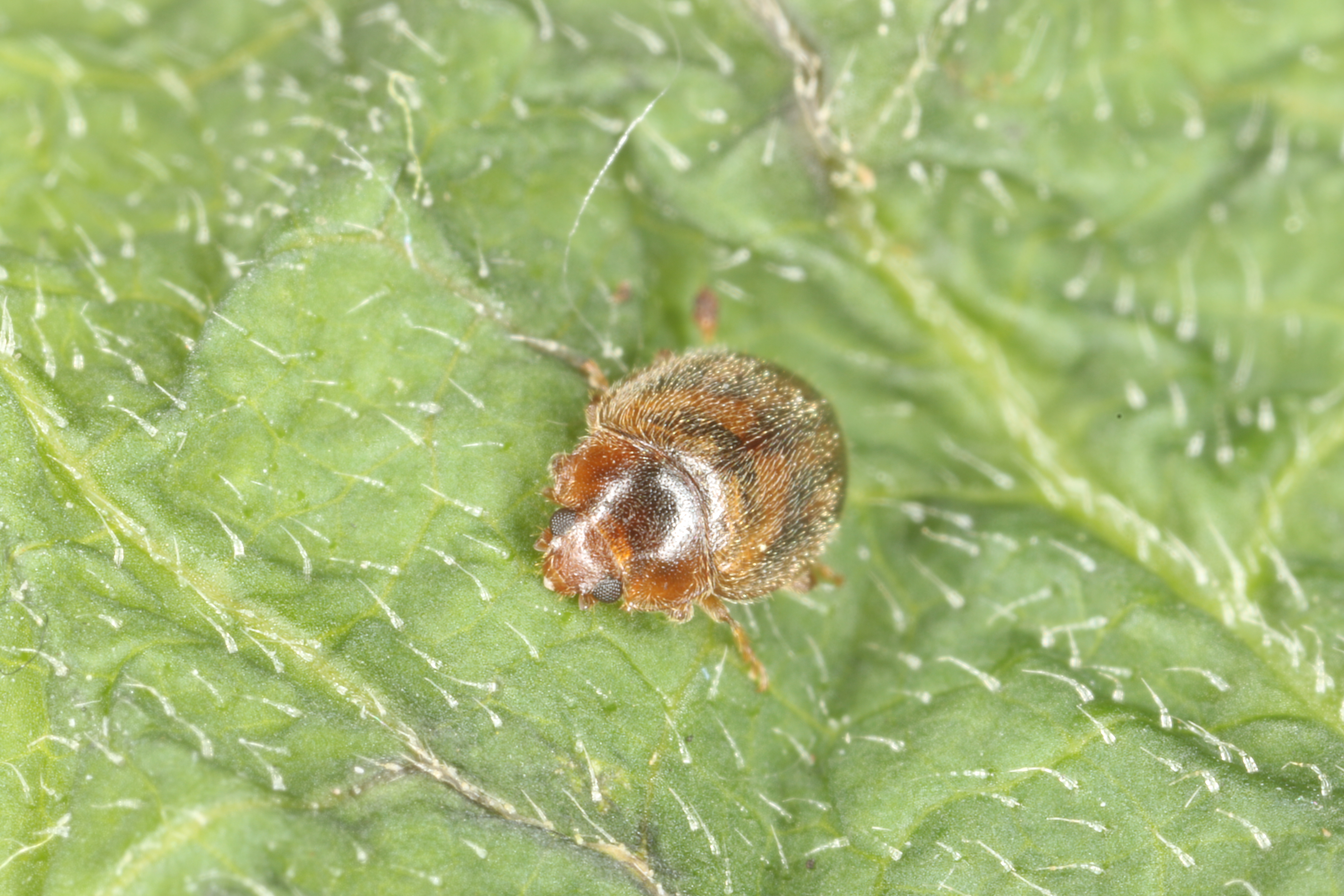
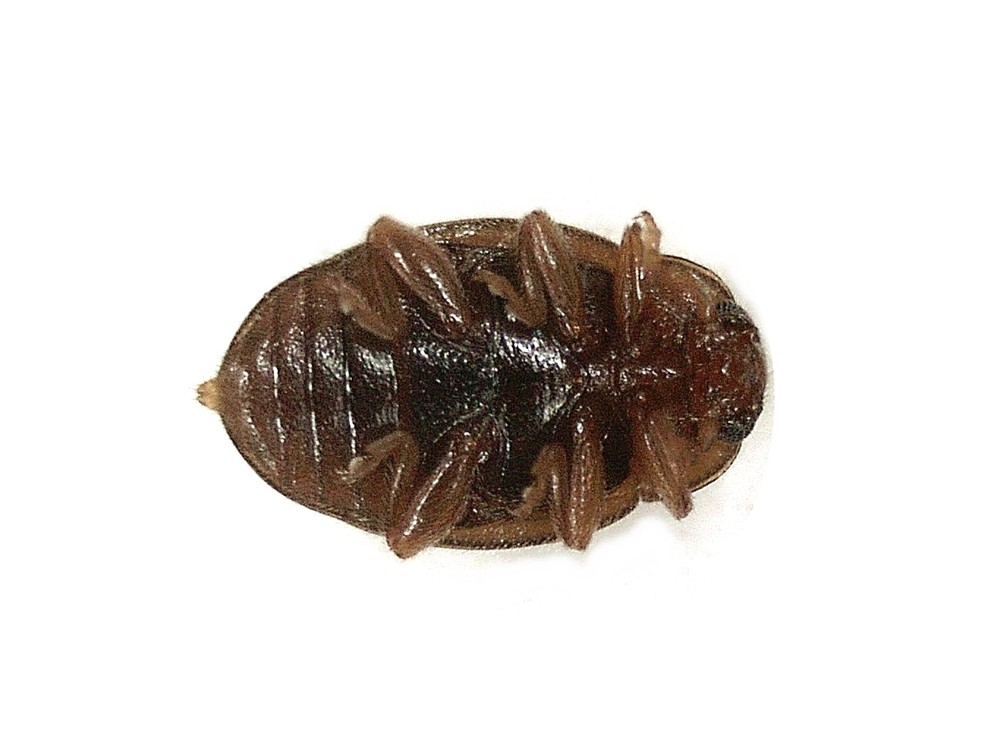

Magyarországon nem védett.